# Tobata-ku
Tobata (戸畑区, Tobata-ku) est l'un des sept arrondissements de la ville de Kitakyūshū au Japon. Il est situé au centre de la ville, au bord du détroit de Kanmon.
En 2016, sa population est de 59 046 habitants pour une superficie de 16,61 km2, ce qui fait une densité de population de 3 550 hab./km2.

## Histoire
L'arrondissement correspond à l'ancienne ville de Tobata qui a fusionné avec quatre autres villes en 1963 pour former Kitakyūshū.

## Lieu notable
- Université de technologie de Kyūshū

## Transport publics
L'arrondissement est desservi par la ligne principale Kagoshima de la JR Kyushu.